# Singularidade matemática
Em Matemática, uma singularidade é geralmente um ponto no qual um dado objeto matemático não é definido, ou um ponto de um conjunto excepcional onde ele não é "bem comportado" de alguma maneira particular, como em diferenciação.
Por exemplo, a função
{\displaystyle f(x)={\frac {1}{x}}}
na linha dos reais tem uma singularidade em x = 0, onde ela "explode" para ±∞ e não está definida. A função g(x) = |x| (veja valor absoluto) também tem uma singularidade em x = 0, pois ela não é diferenciável neste ponto. De maneira similar, a curva definida por y2 = x também tem uma singularidade em (0,0), desta vez porque tem um canto (tangente vertical) neste ponto.
O conjunto algébrico definido por y2 = x2 no sistema de coordenadas (x, y) tem uma singularidade em (0, 0) porque não admite uma tangente ali.
Em Geometria Diferencial, a seguinte definição é corrente:

## Definição
Dizemos que {\displaystyle p\in \mathbb {R} ^{m}} é um ponto singular de uma aplicação diferenciável {\displaystyle f:\mathbb {R} ^{m}\rightarrow \mathbb {R} ^{n}} caso {\displaystyle f} não tenha posto máximo, ou seja, caso a diferencial {\displaystyle D_{p}f} não seja nem injetora nem sobrejetora.

## Teoria das singularidades
No caso em que {\displaystyle m=n}, a definição acima implica que não podemos aplicar o teorema da função inversa para garantir a existência de inversa local ao redor de p. Isto acontece, por exemplo, quando consideramos uma função suave {\displaystyle f:\mathbb {R} ^{m}\rightarrow \mathbb {R} } cujas derivadas parciais se anulam em 0. Apesar de 0 ser uma singularidade para este de função, podemos ainda assim, obter algumas informações sobe {\displaystyle f} analisando sua matriz Hessiana {\displaystyle H(f)}. Pelo teorema de Morse, se {\displaystyle H(f)} for invertível, podemos escrever f, via mudança suave de coordenadas, na seguinte forma:
{\displaystyle {\tilde {f}}(x_{1},...,x_{m})=\delta _{1}x_{1}^{2}+...+\delta _{m}x_{m}^{2}}, onde os {\displaystyle \delta _{i}}'s valem um ou menos um.
Dizemos que f é uma função de Morse ao redor da origem.
O objetivo da Teoria das Singularidades é estudar e classificar as patologias decorrentes da ausência de uma inversa local ao redor de um determinado ponto do domínio de uma função diferenciável. Tal estudo têm suas origens nos trabalhos de matemáticos como Marston Morse, Hassler Whitney, Vladimir Arnold e René Thom.